# Thỏ và Rùa (phim)
Thỏ và Rùa là một phim hoạt hình 3D của đạo diễn Huỳnh Vĩnh Sơn.

## Nội dung
Phỏng theo câu chuyện ngụ ngôn nổi tiếng cùng tên, bộ phim hướng tới những sắc màu vui nhộn, hiện đại.

## Lịch sử
Chuyện kể rằng Thỏ và Rùa cùng sống trong thành phố Rau Muống, 500 năm đã trôi qua, giờ đây hai chú quyết định trở lại cuộc tranh tài, việc này được xem là sự kiện trọng đại nhất của cư dân thành phố.
Dầu vậy, điều khác biệt là cuộc thi không hề có kẻ thắng, người thua, tuy rằng đã có nhiều tình tiết gay cấn xảy ra. Ở đích đến cuối cùng, Thỏ Tai Dài đã từ bỏ chiến thắng khi trông thấy Rùa Mắt Trố gặp nạn, để cùng nhau về đích và cùng chiến thắng.

### Nhân vật
Ngoài những địa danh như thành phố Rau Muống, khúc cua Khủng Long, bộ phim có các nhân vật được đặt tên theo tính cách, như: Thỏ Tai Dài, Rùa Mắt Trố, Vịt Cồ, Gà Mái Mơ, Voi Cận…

## Ê-kíp
- Âm nhạc: Huy Tuấn
- Họa sĩ: Phan Vũ Linh
- Lồng tiếng: Thành Lộc và các diễn viên khác

## Vinh danh
- Bằng khen thể loại phim ngắn - Cánh diều Vàng (2008)
- Giải Cánh diều Bạc (không có Vàng) thể loại phim hoạt hình - Liên hoan phim Việt Nam XVI (2008)